# Юліан Романчук
Юліян (Юліа́н) Семенович Романчу́к (24 лютого 1842, с. Крилос, нині Галицький район— 22 квітня 1932, Львів)— довголітній політичний провідник галицьких українців, визначний громадський та культурно-освітній діяч (педагог, письменник, журналіст, видавець).
Член-засновник материнського товариства «Просвіта» (1868) та довголітній його голова (1896—1906), один із засновників НТШ (1873), «Рідної школи» (1881), Учительської Громади (другий голова, згодом почесний член).
Батько та дід художників Тита й Антона Романчуків.

## Біографія
Народився 24 лютого 1842 року в с. Крилос (Станиславівський округ, Королівство Галичини та Володимирії, Австрійська імперія, нині Галицький район, Івано-Франківська область, Україна) в родині вчителя. Закінчив Львівський університет.
1863–1900— був гімназіальним учителем (класична філологія) у Львові, де мешкав до смерті. Разом з О. Барвінським упорядкував і видав український фонетичний правопис.
Член-засновник материнського товариства «Просвіта» (1868) та довголітній його голова (1896—1906), один із засновників НТШ (1873), «Рідної школи» (1881), Учительської Громади (другий голова, згодом почесний член).
Засновник і видавець газети «Батьківщина» (1879), співзасновник і співробітник «Діла» (1880), місячника Ruthenische Revue (Ukrainische Rundschau) у Відні.
1884— почав активізувати діяльність за реформування системи освіти задля збільшення шкіл, з українською мовою навчання.

Юліан Романчук (сидить) з Левом Левицьким (ліворуч) та Олександром Колессою (праворуч)

1883–1895 — посол до Галицького сейму (з 1889 — голова Українського Сеймового Клубу («Руського клубу»), до виходу з нього 24 травня 1894 року).
1885 — ініціатор і співзасновник Народної Ради. 1890 року став одним із творців так званої «нової ери», в опозиції до якої став 1894 року.
1891—1897 і 1901—1918 — посол до австрійського парламенту (1907—1910, 1916—1917 голова Української Парламентарної Репрезентації, з 1910 віце-президент парламенту).
1899 — співзасновник Національно-Демократичної Партії (до 1907 її голова).
Під час Першої світової війни — голова Українського Допомогового Комітету і Української Культурної Ради у Відні.
7 листопада 1916 — парламентські клуби націонал-демократичної і радикальної партій саморозпустилися, натомість утворили одноцільну парламентську організацію всіх українських послів Галичини; головою обрано Ю. Романчука, заступниками Лева Бачинського та Євгена Петрушевича, секретарем Льонґина Цегельського.
1918 — делегат Української Національної Ради ЗУНР.
10 листопада 1918 — Ю. Романчук заприсягнув у Львові членів Державного Секретаріату ЗУНР.
По відданні 1923 року Радою Амбасадорів Антанти Галичини Польщі прийняв на площі св. Юра від тисячних мас присягу на вірність українській державності.

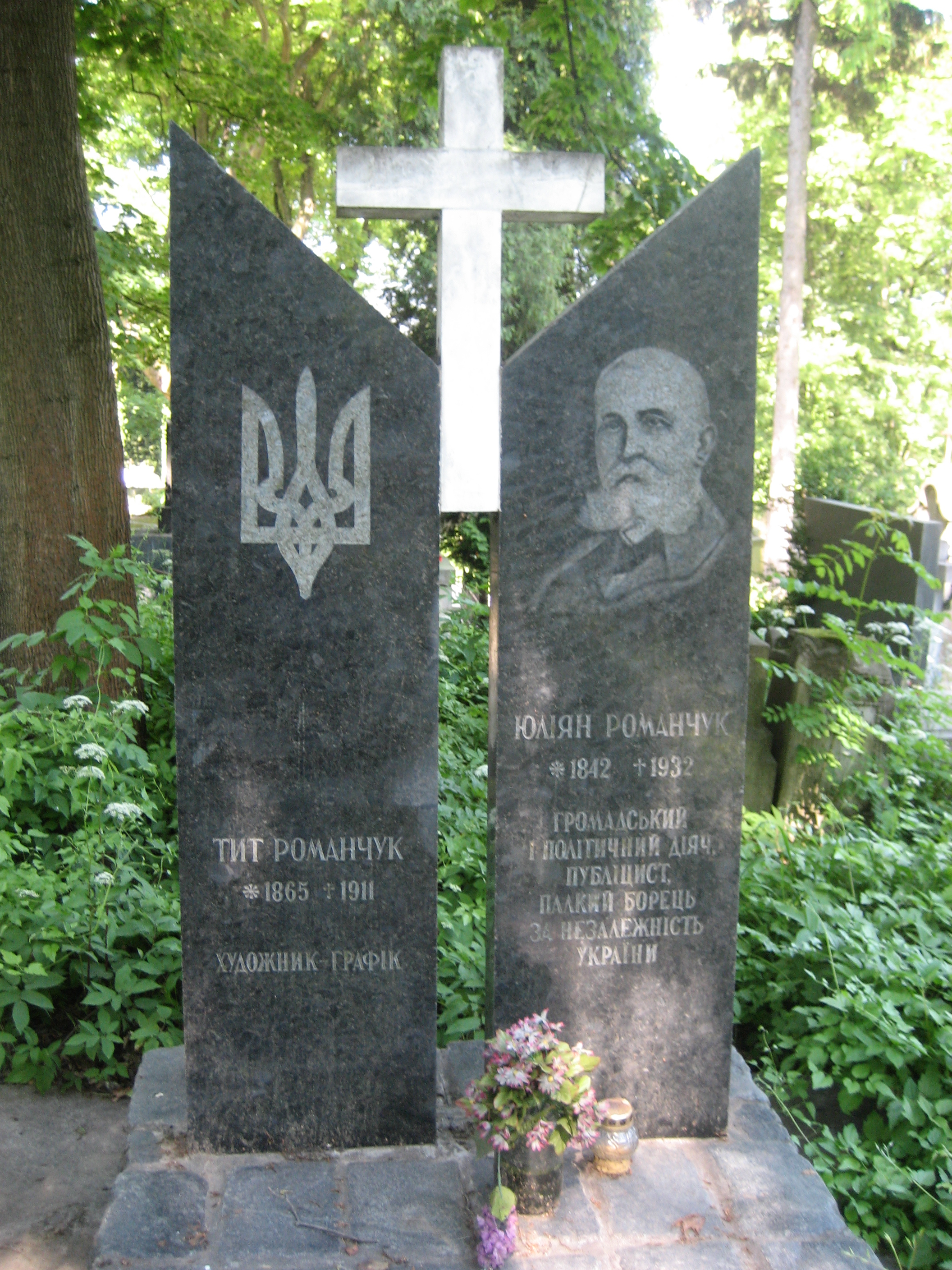
Могила Юліана Романчука

Як сеньйор галицьких політичних і громадських діячів Романчук користувався загальною пошаною серед українського громадянства, мав великий вплив на розвиток політичного, громадського і культурно-освітнього життя. У 1900—1910 разом з Євгеном Олесницьким і Костем Левицьким був членом фактичного політичного проводу галицьких українців. У 1920-х роках очолював скликувану для політичних консультацій «Раду Сеньйорів».
Помер у Львові, похований на 69 полі Личаківського цвинтаря.

## Літературна діяльність
Редактор місячних книжечок і календарів «Просвіти», упорядник виданих 1879 року шкільних підручників (української читанки для народних і середніх шкіл), у які разом з Олександром Барвінським увів 1890 року фонетичний правопис, з 1899 — також у популярні видавництва «Просвіти». Підтримував активні зв'язки з українськими письменниками й громадськими діячами у центрі та на сході України. У 1903 репрезентував галичан на відкритті пам'ятника Івану Котляревському в Полтаві.
Редактор збірника творів українських класиків під назвою «Руська письменність». Автор та укладач підручників «Читанка для низших кляс середніх шкіл» і «Руська читанка для четвертого класу народніх шкіл» (1879).
Видавець-редактор творів Тараса Шевченка в Галичині — «Поезії» (1902), «Твори» (I—II, 1907), «Кобзар» (1914), дослідник текстів Шевченкових поезій, автор літературно-критичних статей, ініціатор видання «Просвітою» бібліотеки українських класиків «Руська Письменність» і видавець-редактор 23 її томів у 1904—1920 роках.

## Іван Франкота Юліян Романчук
Львівська газета «Діло» опублікувала статтю Ю. Романчука «Смутна поява» після публікації в іншій львівській польськомовній газеті передмови Івана Франка до свого твору. У відповідь поет написав вірш «Сідоглавому».

## Вшанування
- Вулиця Юліяна Романчука у Львові (раніше Яна Замойського).[6]